# Pulau Wangiwangi
Pulau Wangiwangi är en ö i Indonesien.   Den ligger i provinsen Sulawesi Tenggara, i den centrala delen av landet, 1 900 km öster om huvudstaden Jakarta. Arean är 158 kvadratkilometer.
Terrängen på Pulau Wangiwangi är platt. Öns högsta punkt är 247 meter över havet. Den sträcker sig 15,7 kilometer i nord-sydlig riktning, och 13,9 kilometer i öst-västlig riktning.  Omgivningarna runt Pulau Wangiwangi är en mosaik av jordbruksmark och naturlig växtlighet.